# Acantharia chaetomoides
Acantharia chaetomoides är en svampart som beskrevs av W.H. Hsieh, Chi Y. Chen & Sivan. 1995. Acantharia chaetomoides ingår i släktet Acantharia och familjen Venturiaceae.   Inga underarter finns listade i Catalogue of Life.